# 樋口秀雄 (英文学者)
樋口 秀雄（ひぐち ひでお、1932年 - ）は、日本の英文学者。同志社大学名誉教授。

## 略歴
長野県松本市生まれ。長野県松本県ヶ丘高等学校を経て、1954年、同志社大学文学部英文科卒。1961年、同志社大学大学院英米文学研究科修了。
1963年立命館大学に奉職。1967年より以降29年間に渡り、同志社大学法学部助教授、同志社大学文学部教授、同志社大学言語文化教育センター初代所長、アーモスト大学日本代表を歴任。同志社大学名誉教授。退官後は聖徳大学教授を務めた。
2013年4月瑞宝中綬章受章。

## 著書・共編著
- 『アメリカのスポーツ』(共著)
- 『アメリカ』 新潮社 1992年
- 『アメリカン・ベストセラー小説38』 (丸善) 1992年
- 『アメリカ・ハンディ・辞典』(共同執筆) 有斐閣 1989年
- 『英語前置詞句辞典』(翻訳) 北星堂 1990年
- 『欧米スポーツ名言名句1200』(翻訳・共訳)北星堂 1991年

## 所属学協会
- 日本アメリカ学会
- 日本アメリカ文学会
- Sports Literature Association
- The International Society for the History of physical Education and Sports.(ISHPES)